# Ringe (Germania)
Ringe è un comune di 2.165 abitanti della Bassa Sassonia, in Germania.
Appartiene al circondario della Contea di Bentheim (targa NOH) ed è parte della comunità amministrativa (Samtgemeinde) di Emlichheim.